# Jelena Pietuszkowa
Jelena Władimirowna Pietuszkowa (ros. Елена Владимировна Петушкова, ur. 17 listopada 1940 w Moskwie, zm. 8 stycznia 2007 w Moskwie) – rosyjska amazonka, drużynowa mistrzyni olimpijska z Monachium z 1972 w ujeżdżeniu. W rywalizacji indywidualnej zdobyła podczas tych zawodów srebrny medal, przegrywając z Liselott Linsenhoff. W 1968 na Igrzyskach w Meksyku zdobyła srebrny medal w rywalizacji drużynowej.
W połowie lat 80. XX wieku zrezygnowała z kariery sportowej. Później piastowała funkcję wiceprezesa Rosyjskiej Federacji Jeździeckiej. Przez pewien czas była zamężna z Walerijem Brumelem, mistrzem olimpijskim w skoku wzwyż.
Zmarła po długiej i ciężkiej chorobie.